# Сидэ
Сидэ (яп. 紙垂, 四手) — зигзагообразная лента, которую обычно прикрепляют к симэнаве (ритуальной верёвке из рисовой соломы) или тамагуси (жертвенной ветке дерева сакаки) в ритуалах японской религии синто. Ранее сидэ делались из грубой ткани, сделанной из бумажного дерева, но сегодня большинство лент - бумажные. Считается, что они защищают от злых духов. Сидэ также крепятся к ритуальным посохам хараигуси (яп. 祓い串, «очистительный посох»), которые синтоистские священники используют для благословения. Во время благословения посохом поводят медленно и ритмично, но с таким расчётом, чтобы сидэ издавали шуршащий звук при каждом движении, имитируя молнии. Считается, что хараигуси сходны по значению и использованию с аналогичными культовыми принадлежностями айнов — инау — очищенными ивовыми ветвями, использующимися с аналогичными целями.
Существует несколько способов складывания сидэ, а также несколько разновидностей, например Исэ, Сиракава и Ёсида.